# エルンスト3世 (ブラウンシュヴァイク＝グルーベンハーゲン公)
エルンスト3世（Ernst III., 1518年12月17日 - 1567年4月2日）は、ブラウンシュヴァイク＝グルーベンハーゲン公（在位：1551年 - 1567年）。

## 生涯
エルンスト3世はブラウンシュヴァイク＝グルーベンハーゲン公フィリップ1世（1476年 - 1551年）と、その2番目の妃でマンスフェルト伯エルンスト2世と最初の妻バルバラ・フォン・ケルフルトの長女カタリーナ・フォン・マンスフェルト＝フォルデロールト（1501年 - 1535年）の間に長男として生まれた。父方の祖父母はブラウンシュヴァイク＝グルーベンハーゲン公アルブレヒト2世とその妻エリーザベト・フォン・ヴァルデックである。
1546年に父や弟らとともにドイツ南部でのシュマルカルデン戦争に参加したが、インゴルシュタットに到着する前に失敗に終わった。

## 結婚と子女
1547年10月9日、エルンスト3世はポメラニア＝ヴォルガスト公ゲオルク1世とその最初の妃アマーリエ・フォン・デア・プファルツの長女マルガレーテ（1518年 - 1569年）と結婚した。娘1人が成人した。
- エリーザベト（1550年4月14日 - 1586年2月11日） - 1568年8月19日にシュレースヴィヒ＝ホルシュタイン＝ゾンダーブルク公ハンスと結婚[1]

エルンスト3世の跡を弟のヴォルフガングが継いだ。ヴォルフガングも1595年に男子を残さずに死去すると、もう一人の弟フィリップ2世が後を継いだ。しかし翌年にフィリップ2世が嗣子なく死去したため、グルーベンハーゲン系ヴェルフ家は断絶した。